# Hamza Ghatas
Hamza Ghatas (sinh ngày 8 tháng 4 năm 1994 ở Kenitra) là một cầu thủ bóng đá người Maroc thi đấu ở vị trí tiền đạo cho Kenitra.

## Thống kê sự nghiệp
Tính đến 5 tháng 2 năm 2017
| Câu lạc bộ          | Mùa giải            | Giải vô địch        | Giải vô địch | Giải vô địch | Cúp     | Cúp       | Châu lục | Châu lục  | Khác    | Khác      | Tổng cộng | Tổng cộng |
| Câu lạc bộ          | Mùa giải            | Hạng đấu            | Số trận      | Bàn thắng    | Số trận | Bàn thắng | Số trận  | Bàn thắng | Số trận | Bàn thắng | Số trận   | Bàn thắng |
| ------------------- | ------------------- | ------------------- | ------------ | ------------ | ------- | --------- | -------- | --------- | ------- | --------- | --------- | --------- |
| Kenitra             | 2014–15             | Botola              | 17           | 0            | —       | —         | —        | —         | —       | —         | 17        | 0         |
| Kenitra             | 2015–16             | Botola              | 12           | 1            | —       | —         | —        | —         | —       | —         | 12        | 1         |
| Kenitra             | 2016–17             | Botola              | 6            | 0            | —       | —         | —        | —         | —       | —         | 6         | 0         |
| Kenitra             | Subtotal            | Subtotal            | 35           | 1            | —       | —         | —        | —         | —       | —         | 35        | 1         |
| Tổng cộng sự nghiệp | Tổng cộng sự nghiệp | Tổng cộng sự nghiệp | 35           | 1            | 0       | 0         | 0        | 0         | 0       | 0         | 35        | 1         |